# 北萨特拉普王朝
北萨特拉普王朝（Kṣatrapa，意为“总督”或，Mahakṣatrapa，意为“大总督”），有时也被称为马图拉总督 、北方塞人、北部总督，是一个于前1世纪末—2世纪在印度-希腊王国衰落后统治旁遮普西部和马图拉地区的印度-斯基泰人王朝。他们在现代史学中被称为“北方总督”，以区别于大致同时开始统治古吉拉特和摩腊婆地区直到4世纪的西薩特拉普王朝。他们被认为取代了旁遮普东部的最后一位印度-希腊国王，以及马图拉当地由印度统治者建立的密特拉王朝和达塔王朝。
北方总督可能在阎膏珍时代为贵霜人所取代或成为贵霜帝国的附庸。我们能够知道阎膏珍在90年—100年已经统治了马图拉，而到了阎膏珍的继任者迦腻色伽（127年—150年）在位时期，他们仍能得以在马图拉地区继续出任总督和大总督。